# 中国国际经济技术合作促进会
中国国际经济技术合作促进会是中华人民共和国国际经济技术合作学者组成的群众性学术团体，是中国科学技术协会主管的社会团体，1992年成立。